# Mohammed Yousif Rahim
Mohammed Yousif Rahim (Coatzacoalcos, México, 25 de octubre de 1984) es un futbolista mexicano. Su posición es de mediocampista. 

## Clubes
| Club                  | País   | Año         |
| --------------------- | ------ | ----------- |
| Atlético Boca del Río | México | 2002 - 2003 |
| Griga United          | Belice | 2003 - 2006 |
| Benque Viejo United   | Belice | 2006 - 2007 |
| Juventus (Belize)     | Belice | 2007 - 2008 |
| FC Belize             | Belice | 2008 - 2009 |